# Vojtěch Malátek
Vojtěch Malátek – czeski ekonomista, dr hab., profesor nadzwyczajny Katedry Ekonomii, Finansów i Badań Regionalnych Wydziału Ekonomii i Zarządzania Politechniki Opolskiej.

## Życiorys
Obronił pracę doktorską, następnie uzyskał stopień doktora habilitowanego. Pracował w Górnośląskiej Wyższej Szkole Handlowej im. Wojciecha Korfantego w Katowicach. Jest profesorem nadzwyczajnym w Katedrze Ekonomii, Finansów i Badań Regionalnych na Wydziale Ekonomii i Zarządzania Politechniki Opolskiej.